# 1089
Năm 1089 là một năm trong lịch Julius.